# The Astroduck
The Astroduck – amerykański film animowany z udziałem Kaczora Daffy'ego i Speedy'ego Gonzalesa.

## Wersja polska

### Wersja lektorska ITI do kasetyKaczor Daffyz 1990 r.
Wersja polska: ITI Home Video

Tekst:
- Tomasz Beksiński
- Mariusz Arno-Jaworowski

### Wersja dubbingowa z 1995 r.
Wersja polska: Master Film

Występują:
- Mieczysław Gajda - Kaczor Daffy
- Tomasz Kozłowicz - Speedy Gonzales

oraz
- Ryszard Olesiński

Lektor: Roch Siemianowski